# Mil·lenni VII aC
El 7è mil·lenni aC va abastar els anys 7000 aC al 6001 aC. És impossible datar amb precisió els esdeveniments al voltant d'aquest mil·lenni, i totes les dates esmentades són estimacions basades majoritàriament en anàlisis geològiques i antropològiques.
Cap al final d'aquest mil·lenni, les illes de Gran Bretanya i Irlanda van ser separades de l'Europa continental per l'augment de l'aigua del mar.

## Esdeveniments
- al voltant del 7000 aC: agricultura i assentament a Mehrgarh al sud d'Àsia.
- al voltant del 6500 aC: formació del Canal de la Mànega.
- 6236 aC: inici de l'estatge faunístic norgripià.
- Període Obeid a Mesopotàmia.

## Invents, descobriments, introduccions
- L'agricultura apareix a Europa (Grècia, Itàlia).
- Pasturatge i conreu de cereals (Sàhara Oriental).
- Primera ceràmica a Mesopotàmia.
- Comença l'ús de l'or i el coure.
- Primeres recol·lectes de mel documentades per pintures rupestres.
- Primer ús de la laca.[1]